# 张其楷
张其楷（1912年—1995年），男，江苏南通人，中国药物化学家，曾任中国人民解放军军事医学科学院研究员、博士生导师。